# Список полных кавалеров ордена Трудовой Славы/К
В настоящем списке представлены в алфавитном порядке полные кавалеры ордена Трудовой Славы, чьи фамилии начинаются с буквы «К». Список содержит информацию о датах Указов о присвоении звания, профессии награждённых, дате рождения и дате смерти. В настоящее время список не является завершённым и нуждается в дополнениях и уточнениях.
| №   | Фамилия, имя, отчество             | Даты жизни              | Профессия | Дата Указа и номер ордена                                                  | ГС        |
| --- | ---------------------------------- | ----------------------- | --- | -------------------------------------------------------------------------- | --------- |
| 1   | Казаков, Анатолий Владимирович     | род. 13.11.1946         | Фрезеровщик Завода угольного машиностроения имени Пархоменко Министерства тяжёлого и транспортного машиностроения СССР, гор. Ворошиловоград | 3 ст. 21.04.1975 № 61304 2 ст. 31.03.1981 № 15583 1 ст. 10.06.1986 № 347   | [ ГС 1 ]  |
| 2   | Казакова, Тамара Дмитриевна        | 22.06.1943 — 07.07.2021 | Боец скота мясокомбината «Иркутский» Министерства сельского хозяйства и продовольствия РСФСР, гор. Иркутск | 3 ст. 21.04.1975 № 85614 2 ст. 17.03.1981 № 12377 1 ст. 06.08.1990 № 728   | [ ГС 2 ]  |
| 3   | Казакул, Антонина Андреевна        | род. 12.1944            | Оператор прецизионной фотолитографии завода «Микрон» при Научно-исследовательском институте молекулярной электроники Министерства электронной промышленности СССР, гор. Москва                                                                        | 3 ст. 25.04.1975 № 112821 2 ст. 10.03.1981 № 19572 1 ст. 13.02.1986 № 188  | [ ГС 3 ]  |
| 4   | Казинина, Екатерина Петровна       | род. 25.02.1939         | Оператор машинного доения совхоза «Чаинский» Чаинского района Томской области | 3 ст. 14.02.1975 № 19672 2 ст. 13.03.1981 № 8106 1 ст. 29.08.1986 № 584    | [ ГС 4 ]  |
| 5   | Калашников, Николай Алексеевич     | 17.08.1934 — 30.09.2019 | Машинист экскаватора Гороблагодатского рудоуправления Нижнетагильского металлургического комбината имени В. И. Ленина Министерства чёрной металлургии СССР, Свердловская область                                                                      | 3 ст. 21.04.1975 № 103435 2 ст. 02.03.1981 № 12730 1 ст. 28.01.1986 № 186  | [ ГС 5 ]  |
| 6   | Калинин, Леонид Дмитриевич         | род. 25.04.1936         | Вальцовщик Кузнецкого металлургического комбината имени В. И. Ленина Министерства чёрной металлургии СССР, Кемеровская область | 3 ст. 21.04.1975 № 48524 2 ст. 02.03.1981 № 11417 1 ст. 29.04.1986 № 226   | [ ГС 6 ]  |
| 7   | Калугин, Вячеслав Дмитриевич       | 02.07.1935 — 14.01.1996 | Бригадир токарей Коломенского завода текстильного машиностроения Министерства машиностроения для лёгкой и пищевой промышленности и бытовых приборов СССР, Московская область                                                                          | 3 ст. 24.04.1975 № 112595 2 ст. 10.03.1981 № 10061 1 ст. 10.06.1986 № 354  | [ ГС 7 ]  |
| 8   | Калугин, Михаил Михайлович         | род. 1939               | Разметчик Уральского производственного объединения химического машиностроения имени 50-летия СССР Министерства химического и нефтяного машиностроения СССР, гор. Свердловск                                                                           | 3 ст. 22.04.1975 № 64010 2 ст. 11.03.1981 № 5942 1 ст. 10.06.1986 № 327    |           |
| 9   | Калятин, Валерий Михайлович        | 13.05.1931 — 26.12.2009 | Бригадир комплексной строительной бригады Весьегонской межколхозной передвижной механизированной колонны объединения «Калининагропромстрой», Калининская область                                                                                      | 3 ст. 21.04.1975 № 85210 2 ст. 15.04.1981 № 20411 1 ст. 29.08.1986 № 564   | [ ГС 8 ]  |
| 10  | Кара, Анатолий Петрович            | род. 1949               | Бригадир совхоза-завода «Дружба» Бессарабского района Молдавской ССР | 3 ст. 14.02.1975 № 7775 2 ст. 12.04.1979 № 3190 1 ст. 07.01.1983 № 13      | [ ГС 9 ]  |
| 11  | Карабаев, Керимкул                 | род. 1939               | Старший чабан колхоза «Чаек» Джумгальского района Нарынской области | 3 ст. 14.02.1975 № 28024 2 ст. 25.12.1976 № 2924 1 ст. 21.12.1983 № 54     |           |
| 12  | Карабаев, Мусинжан Мавланович      | род. 1941               | Ткач Маргиланского производственного объединения авровых тканей «Атлас» имени 60-летия Союза ССР Министерства лёгкой промышленности Узбекской ССР, Ферганская область                                                                                 | 3 ст. 21.04.1975 № 136749 2 ст. 17.03.1981 № 4494 1 ст. 23.05.1986 № 279   | [ ГС 10 ] |
| 13  | Карекин, Юрий Александрович        | род. 23.12.1948         | Токарь производственного объединения «Ижорский завод имени А. А. Жданова» Министерства энергетического машиностроения СССР, гор. Ленинград | 3 ст. 12.08.1976 № 269016 2 ст. 16.12.1981 № 20763 1 ст. 21.02.1986 № 204  | [ ГС 11 ] |
| 14  | Карпенко, Николай Иванович         | род. 1937               | Комбайнёр хмелесовхоза «Владимирский» Полесского района Киевской области | 3 ст. 24.12.1976 № 180211 2 ст. 04.03.1982 № 14482 1 ст. 17.08.1988 № 615  |           |
| 15  | Карпенко, Рафаэль Фёдорович        | 13.02.1941 — 04.06.2016 | Бригадир комплексной бригады машиностроительного завода имени Ф. Э. Дзержинского Министерства тяжёлого и транспортного машиностроения СССР, гор. Балаково Саратовской области                                                                         | 3 ст. 03.03.1976 № 304039 2 ст. 31.03.1981 № 8255 1 ст. 10.06.1986 № 345   | [ ГС 12 ] |
| 16  | Карпов, Тимофей Тарасович          | 23.06.1946              | Бригадир комплексной бригады Людиновского машиностроительного завода Министерства автомобильного и сельскохозяйственного машиностроения СССР, Калужская область                                                                                       | 3 ст. 31.03.1981 № 505760 2 ст. 10.06.1986 № 29050 1 ст. 17.10.1991 № 945  | [ ГС 13 ] |
| 17  | Карпова, Татьяна Петровна          | 01.09.1948 — 12.12.1989 | Швея-мотористка Можгинской швейной фабрики Министерства текстильной промышленности РСФСР, Удмуртская АССР | 3 ст. 21.04.1975 № 39805 2 ст. 30.04.1980 № 3889 1 ст. 02.07.1984 № 91     | [ ГС 14 ] |
| 18  | Картошкина, Августа Васильевна     | род. 1938               | Мастер машинного доения племзавода «Красный Октябрь» Кумёнского района Кировской области | 3 ст. 10.03.1976 № 302847 2 ст. 13.03.1981 № 11753 1 ст. 29.08.1986 № 569  | [ ГС 15 ] |
| 19  | Карустаев, Аскарбек                | род. 1942               | Бортовой механик самолета Ту-154 Киргизского управления гражданской авиации Министерства гражданской авиации СССР | 3 ст. 22.04.1975 № 122490 2 ст. 04.02.1983 № 18547 1 ст. 28.06.1991        |           |
| 20  | Каршакевич, Валентин Алексеевич    | 1939 — 18.12.1991       | Бригадир комплексной бригады механизированной колонны № 83 треста «Запбамстроймеханизация» Министерства транспортного строительства СССР, Иркутская область                                                                                           | 3 ст. 12.05.1977 № 378040 2 ст. 29.04.1985 № 20324 1 ст. 10.08.1990 № 752  | [ ГС 16 ] |
| 21  | Касаткин, Олег Петрович            | 11.11.1930 — ????       | Машинист тепловоза отделения временной эксплуатации треста «Тындатрансстрой» Министерства транспортного строительства СССР, Амурская область | 3 ст. 28.03.1978 № 215206 2 ст. 29.04.1985 № 35802 1 ст. 10.08.1990 № 744  | [ ГС 17 ] |
| 22  | Касаткина, Нина Афанасьевна        | 17.12.1946 — 23.10.1986 | Бригадир штукатуров-маляров Архангельского домостроительного комбината Министерства промышленного строительства СССР | 3 ст. 05.03.1976 № 94469 2 ст. 19.03.1981 № 7099 1 ст. 09.07.1986 № 425    | [ ГС 18 ] |
| 23  | Касымжанов, Орткали                | род. 1940               | Старший чабан совхоза имени З. Белибаева Абайского района Семипалатинской области | 3 ст. 14.02.1975 № 5307 2 ст. 24.12.1976 № 1660 1 ст. 07.07.1986 № 372     | [ ГС 19 ] |
| 24  | Касымов, Куаныш                    | род. 1942               | Бригадир совхоза «Бидаикский» Джангильдинского района Тургайской области | 3 ст. 24.12.1976 № 362465 2 ст. 19.02.1981 № 13159 1 ст. 23.04.1991 № 886  |           |
| 25  | Катинов, Хасанби Жантемирович      | род. 1939               | Звеньевой механизированного звена колхоза имени Ленина Урванского района Кабардино-Балкарской АССР | 3 ст. 14.02.1975 № 19720 2 ст. 23.12.1976 № 82 1 ст. 29.08.1986 № 542      | [ ГС 20 ] |
| 26  | Качев, Анзор Юсупович              | 01.07.1935 — 12.03.1997 | Чабан колхоза-племзавода «Правда» Апанасенковского района Ставропольского края | 3 ст. 14.02.1975 № 17927 2 ст. 16.12.1980 № 4114 1 ст. 03.12.1991 № 967    |           |
| 27  | Кекеев, Сергей Манджиевич          | 17.12.1948 — 20.12.2010 | Тракторист-машинист госплемзавода «Сухотинский» Приозёрного района Калмыцкой АССР | 3 ст. 14.02.1975 № 13908 2 ст. 13.03.1981 № 8823 1 ст. 07.09.1990 № 803    | [ ГС 21 ] |
| 28  | Кенжегариев, Аманжол               | род. 1947               | Старший табунщик совхоза «Косчагыльский» Эмбинского района Гурьевской области | 3 ст. 14.02.1975 № 59808 2 ст. 22.02.1982 № 13678 1 ст. 06.06.1990 № 693   |           |
| 29  | Кинчевский, Яков Иванович          | 22.04.1941 — 01.07.2008 | Бригадир колхоза «Прогресс» Приморского района Запорожской области | 3 ст. 14.02.1975 № 11757 2 ст. 24.12.1976 № 2022 1 ст. 07.07.1986 № 436    | [ ГС 22 ] |
| 30  | Кипов, Хасанби Мажидович           | 15.07.1930 — 09.09.2003 | Животновод колхоза «Малка» Зольского района Кабардино-Балкарской АССР | 3 ст. 14.02.1975 № 19704 2 ст. 23.12.1976 № 607 1 ст. 13.09.1990 № 828     | [ ГС 23 ] |
| 31  | Кипрушкин, Виктор Григорьевич      | 05.08.1943 — 02.04.2020 | Электромонтёр по ремонту электрооборудования мелкосортного цеха Западно-Сибирского металлургического комбината Министерства чёрной металлургии СССР, Кемеровская область                                                                              | 3 ст. 21.04.1975 № 48847 2 ст. 02.03.1981 № 11446 1 ст. 29.04.1986 № 236   | [ ГС 24 ] |
| 32  | Киреева, Ольга Тимофеевна          | род. 03.09.1940         | Оператор машинного доения колхоза-племзавода имени Чапаева Кочубеевского района Ставропольского края | 3 ст. 16.12.1980 № 461921 2 ст. 29.08.1986 № 29240 1 ст. 03.12.1991 № 968  | [ ГС 25 ] |
| 33  | Кирица, Фёдор Кириллович           | род. 29.09.1937         | Дояр колхоза имени Фрунзе Красноокнянского района Одесской области | 3 ст. 10.03.1976 № 158233 2 ст. 21.12.1983 № 15818 1 ст. 12.08.1991 № 921  | [ ГС 26 ] |
| 34  | Киричек, Владимир Петрович         | род. 1939               | Тракторист-машинист колхоза «Победа» Динского района Краснодарского края | 3 ст. 14.02.1975 № 24778 2 ст. 23.12.1976 № 1350 1 ст. 03.09.1990 № 798    |           |
| 35  | Кирьянова, Валентина Михайловна    | 03.07.1936 — 25.11.2001 | Оператор машинного доения совхоза «Авдеевский» Зарайского района Московской области | 3 ст. 14.02.1975 № 123513 2 ст. 21.12.1983 № 20529 1 ст. 17.08.1988 № 636  | [ ГС 27 ] |
| 36  | Кирьянова, Лидия Ивановна          | род. 1948               | Ткачиха Душанбинского шёлкового комбината имени Н. К. Крупской Министерства лёгкой промышленности Таджикской ССР | 3 ст. 04.03.1976 № 193118 2 ст. 17.03.1981 № 18621 1 ст. 23.05.1986 № 283  | [ ГС 28 ] |
| 37  | Китаев, Александр Васильевич       | 30.06.1932 — 12.12.2018 | Слесарь-сборщик Ульяновского автомобильного завода имени В. И. Ленина (производственного объединения «АвтоУАЗ») | 3 ст. 22.04.1975 № 72496 2 ст. 31.03.1981 № 6122 1 ст. 29.11.1991 № 949    | [ ГС 29 ] |
| 38  | Клещевников, Михаил Павлович       | род. 17.06.1929         | Командир корабля Ленинградского объединённого авиаотряда Министерства гражданской авиации СССР | 3 ст. 05.03.1976 № 292957 2 ст. 29.05.1981 № 20162 1 ст. 18.07.1986 № 479  | [ ГС 30 ] |
| 39  | Климец, Павел Петрович             | 10.05.1940 — 19.09.2015 | Машинист бульдозера передвижной механизированной колонны № 9 треста «Солигорскводстрой» Министерства мелиорации и водного хозяйства Белорусской ССР, Минская область                                                                                  | 3 ст. 10.03.1976 № 188469 2 ст. 14.04.1981 № 17357 1 ст. 13.08.1986 № 537  | [ ГС 31 ] |
| 40  | Климов, Николай Петрович           | род. 1931               | Водитель подразделения Министерства внутренних дел СССР, Кемеровская область | 3 ст. 22.04.1975 № 48002 2 ст. 24.03.1981 № 8552 1 ст. 18.07.1986 № 514    |           |
| 41  | Климов, Сергей Владимирович        | 14.10.1932 — 13.05.2015 | Старший мастер по арматуре цеха централизованного ремонта Чернобыльской АЭС имени В. И. Ленина Государственного комитета СССР по надзору за безопасным ведением работ в атомной энергетике, Киевская область                                          | 3 ст. 05.04.1978 № 208808 2 ст. 14.09.1984 № 14290 1 ст. 24.12.1986 № 591  | [ ГС 32 ] |
| 42  | Клинков, Владимир Иванович         | 1939 — 13.04.2006       | Бригадир экскаваторной бригады разрезоуправления «Лермонтовское» производственного объединения «Сахалинуголь» Министерства угольной промышленности СССР, Сахалинская область                                                                          | 3 ст. 21.04.1975 № 74364 2 ст. 02.03.1981 № 8710 1 ст. 29.04.1986 № 259    | [ ГС 33 ] |
| 43  | Клочков, Вячеслав Иванович         | 05.09.1946 — 05.09.2019 | Печатник Калининского полиграфического комбината объединения «Союзполиграфпром» Государственного комитета СССР по делам издательств, полиграфии и книжной торговли                                                                                    | 3 ст. 13.04.1976 № 281152 2 ст. 14.11.1980 № 20409 1 ст. 22.08.1986 № 8710 | [ ГС 34 ] |
| 44  | Клязьмина, Руфина Михайловна       | род. 11.08.1949         | Ткачиха Ивановской ткацко-отделочной фабрики имени Н. А. Жиделёва Министерства текстильной промышленности РСФСР | 3 ст. 03.04.1978 № 214654 2 ст. 02.07.1984 № 20215 1 ст. 14.09.1990 № 846  | [ ГС 35 ] |
| 45  | Князев, Александр Степанович       | 23.12.1937 — 10.08.1990 | Водитель Альменевского районного потребительского общества Курганской области | 3 ст. 16.03.1976 № 251580 2 ст. 13.04.1981 № 7755 1 ст. 16.07.1986 № 458   | [ ГС 36 ] |
| 46  | Ковалёв, Геннадий Александрович    | род. 1939               | Тракторист совхоза «Осаново» Северной железной дороги, Вологодский район Вологодской области | 3 ст. 14.02.1975 № 18978 2 ст. 05.03.1980 № 3310 1 ст. 03.07.1986 № 400    | [ ГС 37 ] |
| 47  | Коваленко, Маргарита Васильевна    | род. 1938               | Инженер Люберецкого научно-производственного объединения «Союз» Министерства оборонной промышленности СССР, Московская область | 3 ст. 09.09.1976 № 277055 2 ст. 25.09.1984 № 24802 1 ст. 23.11.1990 № 844  |           |
| 48  | Ковальчук, Анна Николаевна         | род. 02.09.1938         | Обработчица рыбы Мурманского рыбокомбината Министерства рыбного хозяйства СССР | 3 ст. 04.05.1975 № 79120 2 ст. 17.03.1981 № 6818 1 ст. 04.07.1986 № 394    | [ ГС 38 ] |
| 49  | Ковальчук, Дмитрий Иванович        | род. 05.01.1946         | Комбайнёр колхоза имени Горького Чемеровецкого района Хмельницкой области | 3 ст. 14.02.1975 № 7965 2 ст. 12.04.1979 № 3545 1 ст. 12.08.1991 № 923     |           |
| 50  | Кодак, Анатолий Петрович           | род. 06.12.1944         | Слесарь Мариупольского завода тяжёлого машиностроения имени 50-летия Великой Октябрьской социалистической революции производственного объединения производственного объединения «Азовмаш» Министерства тяжёлого машиностроения СССР, Донецкая область | 3 ст. 12.08.1976 № 274557 2 ст. 10.10.1982 № 25205 1 ст. 30.12.1990 № 852  | [ ГС 39 ] |
| 51  | Козарь, Иван Дмитриевич            | 16.06.1933 — 12.01.2012 | Тракторист-машинист совхоза «Дружба» Глыбокского района Черновицкой области | 3 ст. 14.02.1975 № 16620 2 ст. 05.03.1980 № 3325 1 ст. 07.07.1986 № 450    | [ ГС 40 ] |
| 52  | Козлова, Валентина Александровна   | 30.10.1947 — 25.01.2013 | Машинист дробильного агрегата горно-обогатительного комбината «Алданзолото» Якутского производственного золотодобывающего объединения (Якутзолото) Главалмаззолота СССР                                                                               | 3 ст. 10.03.1976 № 232272 2 ст. 15.01.1985 № 9904 1 ст. 17.06.1991 № 895   | [ ГС 41 ] |
| 53  | Козловская, Любовь Петровна        | род. 11.07.1939         | Заведующая свинофермой «Прогресс» Слонимского района Гродненской области | 3 ст. 27.12.1976 № 360483 2 ст. 26.03.1982 № 17533 1 ст. 17.08.1988 № 629  | [ ГС 42 ] |
| 54  | Козорез, Галина Ивановна           | род. 1941               | Доярка совхоза «Чапаевский» с. Новодмитровка Ивановского района Херсонской области | 3 ст. 24.12.1976 № 179649 2 ст. 04.03.1982 № 14426 1 ст. 17.08.1988 № 616  |           |
| 55  | Козырев, Василий Алексеевич        | род. 26.07.1937         | Боцман плавучего краборыбоконсервного завода «Павел Постышев» Управления промыслового флота «Дальморепродукт» Министерства рыбного хозяйства СССР, Приморский край                                                                                    | 3 ст. 04.05.1975 № 37532 2 ст. 21.06.1984 № 7548 1 ст. 19.08.1988 № 645    | [ ГС 43 ] |
| 56  | Колесник, Анатолий Иванович        | 06.12.1943 — 07.11.2021 | Механизатор совхоза «Брацлавский» Адамовского района Оренбургской области | 3 ст. 14.02.1975 № 20409 2 ст. 23.12.1976 № 1075 1 ст. 07.01.1983 № 14     | [ ГС 44 ] |
| 57  | Колесник, Иван Иванович            | род. 06.01.1947         | Монтажник конструкций Славянского строительного управления Всесоюзного производственного объединения «Союзэлектросетьизоляция» Главэнергостроймеханизации Министерства энергетики и электрификации СССР, Донецкая область                             | 3 ст. 18.03.1976 № 160943 2 ст. 31.03.1981 № 14899 1 ст. 29.04.1986 № 218  | [ ГС 45 ] |
| 58  | Колотова, Валентина Максимовна     | 23.01.1948 — 23.03.2002 | Швея-мотористка швейного объединения «Заря» Министерства текстильной промышленности РСФСР, гор. Киров | 3 ст. 21.04.1975 № 84449 2 ст. 17.03.1981 № 11721 1 ст. 23.05.1986 № 270   | [ ГС 46 ] |
| 59  | Кольба, Михайлина Ивановна         | род. 20.11.1939         | Колхозница, Монастырисский район Тернопольской области | 3 ст. 14.02.1975 № 10901 2 ст. 12.04.1979 № 3542 1 ст. 06.06.1984 № 75     |           |
| 60  | Комаров, Владимир Дмитриевич       | род. 1935               | Тракторист-машинист совхоза «Партизанский» Партизанского района Приморского края | 3 ст. 30.03.1978 № 278723 2 ст. 06.06.1984 № 20334 1 ст. 25.08.1989 № 669  |           |
| 61  | Кондратьев, Андрей Григорьевич     | род. 1935               | Машинист бульдозера специализированного управления землеройных работ № 8 треста «Татнефтепроводстрой» Министерства нефтяной промышленности СССР, Куйбышевская область                                                                                 | 3 ст. 11.12.1974 № 382 2 ст. 17.03.1978 № 3155 1 ст. 07.01.1983 № 15       | [ ГС 47 ] |
| 62  | Кондрашкин, Николай Яковлевич      | род. 1931               | Обвальщик мяса консервного завода имени «1 Мая» Тираспольской агропромышленной фирмы «1 Мая», Молдавская ССР | 3 ст. 21.04.1975 № 131544 2 ст. 17.03.1981 № 18018 1 ст. 08.06.1990 № 734  |           |
| 63  | Кондрашова, Зинаида Николаевна     | 09.10.1937 — 21.06.2014 | Бригадир отделочников строительного управления «Ямалгазстрой» Министерства строительства предприятий нефтяной и газовой промышленности СССР, гор. Лабытнанги Ямало-Ненецкого автономного округа                                                       | 3 ст. 21.04.1975 № 70853 2 ст. 16.05.1980 № 4811 1 ст. 21.02.1986 № 200    | [ ГС 48 ] |
| 64  | Кондусова, Татьяна Уваровна        | 20.07.1937 — 24.02.2018 | Доярка колхоза «Золотой колос» Каширского района Воронежской области | 3 ст. 14.02.1975 № 26741 2 ст. 23.12.1976 № 785 1 ст. 21.12.1983 № 57      | [ ГС 49 ] |
| 65  | Коноваленко, Михаил Васильевич     | 25.12.1930 — 25.07.2014 | Тракторист-машинист совхоза «Мелиоратор» Николаевского района Волгоградской области | 3 ст. 14.02.1975 № 25892 2 ст. 23.12.1976 № 683 1 ст. 29.08.1986 № 558     | [ ГС 50 ] |
| 66  | Кононец, Владимир Андреевич        | 15.08.1937              | Тракторист-машинист агрофирмы имени Карла Маркса Жовтневого района Николаевской области | 3 ст. 24.12.1976 № 184060 2 ст. 06.06.1984 № 16994 1 ст. 07.06.1990 № 708  |           |
| 67  | Константинов, Евгений Дмитриевич   | 20.04.1940 — 09.09.2008 | Бригадир монтажников Тульского домостроительного комбината управления строительства «Тулгорстрой» Министерства промышленного строительства СССР | 3 ст. 21.04.1975 № 95227 2 ст. 12.05.1977 № 3020 1 ст. 09.07.1986 № 462    | [ ГС 51 ] |
| 68  | Конт, Хилья Михкелевна             | род. 1935               | Кондитер производственного объединения «Лейбур» Министерства хлебопродуктов Эстонской ССР, гор. Таллин | 3 ст. 02.03.1976 № 194285 2 ст. 13.08.1986 № 503 1 ст. 13.08.1986 № 503    |           |
| 69  | Кооль, Хильма Пеэтеровна           | 14.12.1935 — 17.06.2012 | Свинарка совхоза «Коэру» Пайдеского района Эстонской ССР | 3 ст. 14.02.1975 № 29438 2 ст. 16.03.1981 № 19063 1 ст. 24.07.1986 № 475   |           |
| 70  | Копьёв, Евгений Пантелеймонович    | 07.09.1937 — 23.07.2019 | Токарь цеха № 5 Московского станкостроительного завода имени С. Орджоникидзе Министерства станкостроительной и инструментальной промышленности СССР                                                                                                   | 3 ст. 24.04.1975 № 116733 2 ст. 16.01.1981 № 475 1 ст. 10.06.1986 № 350    | [ ГС 52 ] |
| 71  | Корзюк, Анатолий Тимофеевич        | 10.05.1936 — 10.08.2001 | Бригадир комплексной бригады докеров-механизаторов Ильичёвского морского торгового порта Министерства морского флота СССР, Одесская область | 3 ст. 13.05.1977 № 357381 2 ст. 01.07.1982 № 16248 1 ст. 14.06.1991 № 957  | [ ГС 53 ] |
| 72  | Корнеев, Валерий Николаевич        | 19.05.1940 — 26.10.2022 | Бригадир монтажников монтажного управления № 21 треста «Спецстальконструкция» специализированного объединения «Стальмонтаж» Министерства монтажных и специальных строительных работ СССР, Московская область                                          | 3 ст. 21.04.1975 № 120009 2 ст. 11.02.1985 № 34408 1 ст. 30.12.1990 № 853  | [ ГС 54 ] |
| 73  | Коровина, Роза Григорьевна         | 04.01.1937 — 06.12.2005 | Свинарка совхоза «Заря» Промышленновского района Кемеровской области | 3 ст. 14.02.1975 № 14205 2 ст. 13.03.1981 № 11485 1 ст. 29.08.1986 № 567   | [ ГС 55 ] |
| 74  | Коровкин, Юрий Владимирович        | 27.03.1931 — 31.03.1997 | Бригадир слесарей управления специальных работ Мосметростроя, гор. Москва | 3 ст. 12.05.1977 № 383918 2 ст. 30.03.1984 № 21319 1 ст. 21.12.1991 № 973  | [ ГС 56 ] |
| 75  | Корсуненко, Николай Александрович  | род. 1946               | Машинист крана управления механизации мостостроительного треста № 8 Министерства транспортного строительства СССР, Хабаровский край | 3 ст. 28.03.1978 № 256965 2 ст. 29.04.1985 № 35784 1 ст. 10.08.1990 № 740  |           |
| 76  | Кортелев, Анатолий Григорьевич     | род. 08.11.1944         | Электролизник Новокузнецкого алюминиевого завода Министерства металлургии СССР, Кемеровская область | 3 ст. 10.03.1976 № 304381 2 ст. 13.12.1982 № 11453 1 ст. 02.08.1990 № 755  | [ ГС 57 ] |
| 77  | Корчинский, Александр Васильевич   | 02.07.1938 — 08.12.2011 | Звеньевой тракторной бригады совхоза имени 60-летия Советской Украины Белозёрского района Херсонской области | 3 ст. 24.12.1976 № 179704 2 ст. 04.03.1982 № 14440 1 ст. 07.07.1986 № 447  | [ ГС 58 ] |
| 78  | Корягина, Нина Дмитриевна          | 10.10.1938 — 14.07.2020 | Бригадир литейного цеха производственного объединения «Московский автомобильный завод имени И. А. Лихачёва» Министерства автомобильной промышленности СССР                                                                                            | 3 ст. 22.04.1975 № 115488 2 ст. 16.01.1981 № 4052 1 ст. 10.06.1986 № 332   | [ ГС 59 ] |
| 79  | Косарев, Иван Петрович             | 7.10.1929 — 23.03.2001  | Бурильщик-слесарь управления буровых работ производственного объединения «Оренбургбургаз» Министерства газовой промышленности СССР, Оренбургская область                                                                                              | 3 ст. 11.12.1974 № 426 2 ст. 06.03.1978 № 3122 1 ст. 28.06.1983 № 41       | [ ГС 60 ] |
| 80  | Костенко, Алексей Иванович         | род. 25.03.1941         | Бригадир прессовщиков завода «Моршанскхиммаш» Министерства химического и нефтяного машиностроения СССР, Тамбовская область | 3 ст. 10.03.1976 № 297903 2 ст. 11.03.1981 № 8750 1 ст. 10.06.1986 № 328   |           |
| 81  | Костенко, Галина Савватеевна       | 07.03.1950 — 02.03.2010 | Каменщик строительно-монтажного поезда № 544 треста «ЦентроБАМстрой» Министерства транспортного строительства СССР, Амурская область | 3 ст. 29.08.1975 № 152762 2 ст. 05.02.1981 № 9776 1 ст. 29.04.1985 № 117   | [ ГС 61 ] |
| 82  | Костенко, Николай Терентьевич      | 19.12.1930 — 31.07.1993 | Механизатор колхоза «Заря» Егорлыкского района Ростовской области | 3 ст. 14.02.1975 № 21493 2 ст. 23.12.1976 № 1327 1 ст. 29.08.1986 № 578    | [ ГС 62 ] |
| 83  | Костёнкова, Людмила Константиновна | 27.12.1946 — 11.10.2001 | Доярка опытно-производственного хозяйства «Заря» Новгородского района Новгородской области | 3 ст. 14.02.1975 № 19532 2 ст. 16.12.1980 № 4135 1 ст. 05.12.1985 № 167    | [ ГС 63 ] |
| 84  | Костин, Николай Иванович           | 30.10.1946 — 07.03.1996 | Механизатор колхоза имени Макарова Одинцовского района Московской области | 3 ст. 14.02.1975 № 19363 2 ст. 12.04.1979 № 3418 1 ст. 29.05.1990 № 717    | [ ГС 64 ] |
| 85  | Костромин, Георгий Денисович       | род. 1940               | Тракторист-машинист совхоза «Горский» Сухобузимского района Красноярского края | 3 ст. 14.02.1975 № 24338 2 ст. 06.06.1984 № 8345 1 ст. 27.08.1990 № 794    |           |
| 86  | Костромцов, Владимир Николаевич    | род. 1939               | Бригадир сварщиков Калининградского судоремонтного завода Министерства рыбного хозяйства СССР | 3 ст. 04.05.1975 № 80836 2 ст. 17.03.1981 № 6703 1 ст. 04.07.1986 № 392    | [ ГС 65 ] |
| 87  | Костюк, Виктор Леонтьевич          | род. 29.04.1934         | Бригадир предприятия Министерства судовой промышленности СССР, гор. Киев | 3 ст. 29.03.1976 № 162197 2 ст. 26.03.1982 № 25020 1 ст. 04.11.1988 № 652  |           |
| 88  | Косьянюк, Иван Трофимович          | род. 29.04.1934         | Машинист крана Брестской механизированной дистанции погрузочно-разгрузочных работ Белорусской железной дороги | 3 ст. 21.04.1975 № 140700 2 ст. 02.04.1981 № 4269 1 ст. 03.07.1986 № 409   | [ ГС 66 ] |
| 89  | Кочетков, Михаил Александрович     | 20.08.1934 — 09.04.2018 | Рабочий предприятия Министерства промышленности средств связи СССР, гор. Москва | 3 ст. 25.04.1975 № 119054 2 ст. 13.11.1981 № 20733 1 ст. 24.06.1986 № 395  | [ ГС 67 ] |
| 90  | Кочетов, Вячеслав Васильевич       | 25.09.1930 — 13.08.1987 | Бригадир комплексной бригады строительно-монтажного управления № 6 треста № 4 «Дзержинский» Главволговятскстроя Министерства строительства СССР, Горьковская область                                                                                  | 3 ст. 21.04.1975 № 90803 2 ст. 12.05.1977 № 3107 1 ст. 07.01.1983 № 16     | [ ГС 68 ] |
| 91  | Кравец, Иван Иванович              | 07.06.1934 — 26.05.2020 | Машинист экскаватора дорожно-строительного управления № 1 Министерства автомобильных дорог РСФСР, гор. Орёл | 3 ст. 22.04.1975 № 77698 2 ст. 02.04.1981 № 9547 1 ст. 14.08.1986 № 492    | [ ГС 69 ] |
| 92  | Крайнов, Владимир Иванович         | род. 20.04.1947         | Буровой мастер производственного объединения «Оренбурггаз» Министерства газовой промышленности СССР, Оренбургская область | 3 ст. 11.12.1974 № 462 2 ст. 06.03.1978 № 3124 1 ст. 21.02.1986 № 202      | [ ГС 70 ] |
| 93  | Крайнов, Михаил Сергеевич          | 17.11.1941 — 28.09.2000 | Тракторист-машинист колхоза «Прогресс» Александровского района Оренбургской области | 3 ст. 14.02.1975 № 20702 2 ст. 12.04.1979 № 3274 1 ст. 28.08.1990 № 762    | [ ГС 71 ] |
| 94  | Крапивин, Михаил Матвеевич         | 19.12.1936 — 27.09.2021 | Бригадир совхоза «Холодненский» Сузунского района Новосибирской области | 3 ст. 14.02.1975 № 21947 2 ст. 23.12.1976 № 542 1 ст. 29.05.1990 № 722     | [ ГС 72 ] |
| 95  | Крапивина, Римма Александровна     | 12.06.1932 — 01.12.2021 | Доярка колхоза «50 лет Октября» Холмогорского района Архангельской области | 3 ст. 14.02.1975 № 17661 2 ст. 13.03.1981 № 7004 1 ст. 29.08.1986 № 553    | [ ГС 73 ] |
| 96  | Красикова, Анна Феодосьевна        | род. 24.02.1947         | Оператор машинного доения колхоза имени Сотникова Сорочинского района Оренбургской области | 3 ст. 30.03.1978 № 381051 2 ст. 14.12.1984 № 20585 1 ст. 28.08.1990 № 763  | [ ГС 74 ] |
| 97  | Красильный, Николай Александрович  | 06.07.1936 — 08.02.2014 | Рабочий таганрогского предприятия Министерства тракторного и сельскохозяйственного машиностроения СССР, Ростовская область | 3 ст. 16.03.1976 № 295428 2 ст. 10.03.1981 № 9201 1 ст. 10.06.1986 № 320   | [ ГС 75 ] |
| 98  | Кретов, Геннадий Анатольевич       | 11.10.1937 — 05.03.2010 | Аппаратчик Волгоградского производственного объединения «Химпром» имени С. М. Кирова Министерства химической промышленности СССР | 3 ст. 05.03.1976 № 326886 2 ст. 06.04.1981 № 5667 1 ст. 05.06.1985 № 138   | [ ГС 76 ] |
| 99  | Кривошей, Дмитрий Семёнович        | 05.01.1936 — 03.01.2022 | Чабан колхоза-племзавода «Дружба» Апанасенковского района Ставропольского края | 3 ст. 23.12.1976 № 236037 2 ст. 05.12.1985 № 36342 1 ст. 03.12.1991 № 969  | [ ГС 77 ] |
| 100 | Криксин, Алексей Степанович        | 22.03.1922 — 29.04.2001 | Телефонист 8-го Главного управления Комитета государственной безопасности СССР, гор. Москва | 3 ст. 22.04.1975 № 125521 2 ст. 24.03.1981 № 19017 1 ст. 08.07.1986 № 428  | [ ГС 78 ] |
| 101 | Криницын, Анатолий Иванович        | род. 04.08.1945         | Слесарь механосборочных работ производственного объединения «Челябинский тракторный завод имени В. И. Ленина» Министерства тракторного и сельскохозяйственного машиностроения СССР                                                                    | 3 ст. 04.05.1975 № 99663 2 ст. 10.03.1981 № 5322 1 ст. 15.03.1985 № 111    | [ ГС 79 ] |
| 102 | Крюков, Владимир Ильич             | 02.02.1943 — 04.02.2012 | Токарь Навашинского судостроительного завода «Ока» Министерства судостроительной промышленности СССР, Горьковская область | 3 ст. 25.04.1975 № 91628 2 ст. 10.03.1981 № 6767 1 ст. 07.08.1986 № 521    | [ ГС 80 ] |
| 103 | Ксенофонтов, Иван Михайлович       | 19.03.1931 — 01.11.2008 | Машинист бульдозера управления основных сооружений строительства «Нарынгидроэнергострой» Министерства энергетики и электрификации СССР, Иссык-Кульская область                                                                                        | 3 ст. 13.02.1975 № 28229 2 ст. 31.03.1981 № 18561 1 ст. 03.01.1990 № 691   |           |
| 104 | Кузнецов, Николай Павлович         | 29.06.1938 — 03.08.2019 | Мастер по сложным работам управления буровых работ № 1 Министерства нефтяной промышленности СССР, гор. Нижневартовск Ханты-Мансийского автономного округа                                                                                             | 3 ст. 30.12.1974 № 789 2 ст. 02.03.1981 № 11880 1 ст. 09.04.1985 № 115     |           |
| 105 | Кузнецова, Анна Фёдоровна          | род. 22.05.1940         | Бригадир штукатуров-маляров Спецстройуправления отделочных работ Министерства промышленного строительства СССР, гор. Петрозаводск Карельской АССР | 3 ст. 21.04.1975 № 42865 2 ст. 12.05.1977 № 3036 1 ст. 09.07.1986 № 424    | [ ГС 81 ] |
| 106 | Кузнецова, Галина Степановна       | 10.07.1942 — 02.03.2020 | Доярка совхоза «Шиловский», гор. Берёзовский Свердловской области | 3 ст. 10.03.1976 № 324144 2 ст. 16.12.1980 № 4170 1 ст. 14.12.1984 № 106   | [ ГС 82 ] |
| 107 | Кузнецова, Тамара Викторовна       | 17.09.1939 — 10.02.2021 | Тепличница совхоза «Ленинградский» Тосненского района Ленинградской области | 3 ст. 23.12.1976 № 284285 2 ст. 06.06.1984 № 10122 1 ст. 25.10.1991 № 948  |           |
| 108 | Кузьменко, Валентина Алексеевна    | род. 1940               | Доярка племенного завода «Каменский» Каскеленского района Алма-Атинской области | 3 ст. 30.03.1978 № 247423 2 ст. 07.07.1986 № 13767 1 ст. 18.12.1991 № 976  | [ ГС 83 ] |
| 109 | Кузьмина, Анна Фёдоровна           | род. 1938               | Вязальщица Рижского производственного трикотажного объединения «Сарканайс ритс» Министерства лёгкой промышленности Латвийской ССР | 3 ст. 21.04.1975 № 132063 2 ст. 30.04.1980 № 3890 1 ст. 23.05.1986 № 282   | [ ГС 84 ] |
| 110 | Кузьмина, Валентина Ивановна       | род. 29.01.1948         | Прядильщица Болшевской прядильной фабрики имени 1 Мая Министерства текстильной промышленности РСФСР, Московская область | 3 ст. 21.04.1975 № 117027 2 ст. 28.09.1979 № 3687 1 ст. 07.01.1983 № 17    | [ ГС 85 ] |
| 111 | Кулагина, Людмила Сергеевна        | 19.08.1937 — 04.08.2012 | Ткачиха Яковлевского льнокомбината Министерства текстильной промышленности РСФСР, гор. Приволжск Ивановской области | 3 ст. 21.03.1975 № 119735 2 ст. 30.04.1980 № 3891 1 ст. 02.07.1984 № 90    | [ ГС 86 ] |
| 112 | Кулеш, Николай Семёнович           | род. 1936               | Бригадир проходчиков шахтостроительного треста Норильского горно-металлургического комбината имени А. П. Завенягина Министерства цветной металлургии СССР, Красноярский край                                                                          | 3 ст. 21.04.1975 № 98857 2 ст. 02.03.1981 № 11029 1 ст. 08.07.1985 № 140   | [ ГС 87 ] |
| 113 | Кулешов, Иван Фёдорович            | род. 1938               | Бригадир колхоза «Победа» Погарского района Брянской области | 3 ст. 23.12.1976 № 165913 2 ст. 13.03.1981 № 5820 1 ст. 23.08.1990 № 778   | [ ГС 88 ] |
| 114 | Кулик, Алексей Андреевич           | род. 02.08.1945         | Механизатор, Ахтырский район Сумской области | 3 ст. 14.02.1975 № 16041 2 ст. 12.04.1979 № 3570 1 ст. 06.06.1984 № 74     |           |
| 115 | Кулик, Анатолий Яковлевич          | 26.01.1932 — 05.07.2007 | Машинист экскаватора передвижной механизированной колонны № 44 треста «Совхозжилводстрой» Министерства мелиорации и водного хозяйства РСФСР, гор. Волгоград                                                                                           | 3 ст. 22.04.1975 № 95107 2 ст. 14.04.1981 № 5658 1 ст. 13.08.1986 № 535    |           |
| 116 | Кулинич, Иван Фёдорович            | 17.01.1935 — 13.07.2020 | Бригадир комплексной бригады специального треста № 2 производственного строительно-монтажного объединения «Спецмашмонтаж» Министерства монтажных и специальных строительных работ СССР, гор. Ленинград                                                | 3 ст. 17.03.1976 № 274501 2 ст. 18.08.1983 № 23845 1 ст. 30.12.1990 № 854  | [ ГС 89 ] |
| 117 | Кульчицкий, Владимир Иванович      | 31.05.1935 — 23.02.2015 | Тракторист колхоза имени Ворошилова Труновского района Ставропольского края | 3 ст. 02.03.1976 № 161928 2 ст. 04.03.1982 № 15323 1 ст. 23.08.1990 № 680  | [ ГС 90 ] |
| 118 | Купревич, Иван Устинович           | 03.05.1932 — 13.09.2006 | Бригадир комплексной бригады строительно-монтажного управления № 44 Елгавского территориального общестроительного треста Министерства строительства Латвийской ССР                                                                                    | 3 ст. 21.04.1975 № 132167 2 ст. 12.05.1977 № 3081 1 ст. 09.07.1986 № 386   | [ ГС 91 ] |
| 119 | Кургузов, Илья Анисимович          | 02.08.1946 — 22.09.2018 | Буровой мастер Тарко-Салинской нефтегазоразведочной экспедиции объединения «Пурнефтегазгеология» Главтюменьгеологии Министерства геологии РСФСР, Ямало-Ненецкий автономный округ                                                                      | 3 ст. 14.07.1975 № 1648 2 ст. 10.03.1981 № 11845 1 ст. 29.04.1986 № 232    | [ ГС 92 ] |
| 120 | Курмаз, Татьяна Дмитриевна         | род. 17.07.1949         | Трактористка колхоза имени Чапаева Зеньковского района Полтавской области | 3 ст. 14.02.1975 № 8019 2 ст. 24.12.1976 № 2425 1 ст. 17.08.1988 № 617     |           |
| 121 | Куровский, Иван Иванович           | род. 06.1941            | Звеньевой механизированного звена экспериментальной базы «Погородно» Вороновского района Гродненской области | 3 ст. 14.02.1975 № 2474 2 ст. 12.04.1979 № 3624 1 ст. 06.06.1984 № 78      |           |
| 122 | Кутовой, Борис Иванович            | 19.04.1941 — 2010       | Бригадир сборщиков корпусов металлических судов судостроительного завода «Океан» Министерства судостроительной промышленности СССР, гор. Николаев | 3 ст. 29.03.1976 № 161368 2 ст. 10.03.1981 № 14510 1 ст. 23.08.1989 № 665  |           |
| 123 | Кучерявая, Алла Валентиновна       | род. 1941               | Аппаратчица Невинномысского производственного объединения «Азот» Министерства по производству минеральных удобрений СССР, Ставропольский край | 3 ст. 24.04.1975 № 38987 2 ст. 06.04.1981 № 5522 1 ст. 03.06.1986 № 298    | [ ГС 93 ] |
| 124 | Кучкаров, Махамаджон               | 15.05.1938 — 25.06.2016 | Бригадир колхоза имени Димитрова Кувинского района Ферганской области | 3 ст. 14.02.1975 № 4966 2 ст. 25.12.1976 № 2690 1 ст. 07.01.1983 № 18      | [ ГС 94 ] |
| 125 | Кушнир, Тамила Семёновна           | род. 07.12.1938         | Доярка колхоза имени Суворова с. Тарасовка Бобринецкого района Кировоградской области | 3 ст. 24.12.1976 № 154441 2 ст. 04.03.1981 № 15948 1 ст. 17.08.1988 № 618  |           |
| 126 | Кырыкбаев, Замза Кадылшанович      | род. 16.05.1942         | Водитель пассажирского автобуса автобусного парка № 1 Министерства автомобильного транспорта Казахской ССР, гор. Усть-Каменогорск Восточно-Казахстанской области                                                                                      | 3 ст. 22.04.1975 № 146207 2 ст. 02.04.1981 № 4523 1 ст. 14.08.1986 № 500   | [ ГС 95 ] |